# Ven conmigo (canción)
«Ven conmigo» es un sencillo que se desprende del álbum de estudio Prestige del cantante puertorriqueño Daddy Yankee, mismo que incluye la colaboración del artista de bachata Prince Royce. Apareció publicado para la radio el 13 de abril de 2011, y para su descarga digital el 19 de abril de 2011 bajo el sello El Cartel Records en Capitol Latin.
El estreno del video de dicha canción se dio el 3 de junio de 2011, en el canal oficial de Vevo.

## Video
El vídeo muestra el estilo más puro de Daddy Yankee, buscando recrear una conexión entre el reguetón y la bachata uniendo a dos voces líderes de sus géneros.

## Remix
El estreno del video de dicha canción se dio el 3 de junio de 2011, en el canal oficial de Vevo.
El día 6 de agosto Daddy Yankee anuncio por medio de su página web que el remix sería coproducido con el apoyo del artista  Ne-Yo.

## Versiones
1. "Ven Conmigo" (Versión original) (ft. Prince Royce)
2. "Ven Conmigo (Dance Remix)" (ft. Prince Royce)
3. "Come With Me" / "Ven Conmigo (Remix)" (ft. Prince Royce, Tony CJ & Elijah King)